# Nephelistis oomae
Nephelistis oomae är en fjärilsart som beskrevs av Dyar 1916. Nephelistis oomae ingår i släktet Nephelistis och familjen nattflyn. Inga underarter finns listade i Catalogue of Life.